# Златолист (област Благоевград)
 Тази статия е за селото в Пиринска Македония.  За селото в Родопите вижте Златолист (област Кърджали).  
Златолѝст е село в Югозападна България. То се намира в община Сандански, област Благоевград.

## География
Село Златолист се намира в Санданско-Петричката котловина в югозападното подножие на Пирин планина на 32 км югоизточно от град Сандански. До Златолист се стига през село Катунци, което е отдалечено на 7 километра южно от него. Пътят на някои места не е асфалтиран. От Мелник до селото е изградена екопътека, която продължава до Роженския манастир. Климатът е преходносредиземноморски с летен минимум и зимен максимум на валежите. Средната годишна валежна сума е около 550 мм. Почвите са предимно ерозирани излужени канелени горски. През селото тече малката рекичка Кавакли дере. Северно от Златолист се намират Мелнишките земни пирамиди.
На името на селото е именуван хълм Златолист (на английски: Zlatolist Hill), разположен на полуостров Тринити, Антарктида.

## История
Село Златолист възниква като чифлик, който прераства в село. До 1951 година името на селото е Долна Сушица. Новото име Златолист е във връзка с поминъка на селото, а именно тютюнопроизводство.
В землището на Златолист са регистрирани археологически останки от времето на античността и средновековието. В местността Свети Никола (на около 1 километър северозападно от селото) са запазени руини от средновековна църква.
Селото се споменава в османски данъчни регистри от 1611 – 1617 година, 1623 – 1625 година и 1650 и 1660 година. През XVII век – XIX век селото е свързано с железодобивната индустрия в областта Мървашко. Жителите му се занимават с кираджийство и превозват руда, обработено и необработено желязо (некови). През ΧΙΧ век е чисто българско село и се числи към Мелнишката каза на Османската империя. В 1857 година е построена църквата „Свети Георги“, а в 1887 година – „Света Петка“. В „Етнография на вилаетите Адрианопол, Монастир и Салоника“, издадена в Константинопол в 1878 година и отразяваща статистиката на населението от 1873 година, Долна Сушица (Dolne-souchitsa) е посочено като село с 42 домакинства със 150 жители българи.
В 1891 година Георги Стрезов пише за селото:
| „ | Суха Сушица, село на И от Мелник 1 час път. Сградено по хълмове на едно дере. Мнозина в това село си минуват с обръчи за бъчви и каци, които продават в Мелник. Стават и овощия. Църква „Св. Георги“, гръцка. 40 къщи българе. | “ |

Между 1896 и 1900 година селото преминава под върховенството на Българската екзархия. Съгласно статистиката на Васил Кънчов („Македония. Етнография и статистика“) от 1900 година Долня Сущица е населявано от 440 жители, всички българи-християни.
В началото на XX век цялото село е под върховенството на Екзархията. По данни на секретаря на Екзархията Димитър Мишев („La Macédoine et sa Population Chrétienne“) през 1905 година в селото (Dolna-Souchitza) има 520 българи екзархисти. Там функционира българско начално училище с 1 учител и 17 ученици.
При избухването на Балканската война в 1912 година единадесет души от Долна и Горна Сушица са доброволци в Македоно-одринското опълчение.

## Население

### Етнически състав
Преброяване на населението през 2011 г.
Численост и дял на етническите групи според преброяването на населението през 2011 г.:
|                     | Численост |
| Общо                | 19        |
| Българи             | 18        |
| Турци               | -         |
| Цигани              | -         |
| Други               | -         |
| Не се самоопределят | -         |
| Неотговорили        | 1         |

## Културни и природни забележителности
Главната забележителност на селото е черквата „Свети Георги“. Храмът е построен в 1857 година и представлява едноапсидна трикорабна псевдобазилика, дълбоко вкопана в земята. Храмът е изписан през 1876 година от Теофил Минов от село Каракьой, Неврокопско. Тъй като по това време Теофил е на 11 години, съществуват предположения, че автор е по-големият му брат Марко Минов, докато не се изключва възможността Теофил да участва в изписването. Също така има хипотези, че в изписването взима и участие и зографът Милош Яковлев. В средата му, под купола, се намира мраморна плоча с двуглав орел – емблема на Цариградската патриаршия. Има поверие, че когато се стъпи върху нея, има здравословно излъчване. През 90-те години на XX век храмът е реставриран, а около него е оформен манастирски комплекс.
В тази черква в началото на миналия век е живяла пророчицата Преподобна Стойна. Тя е монахиня, която пророкувала и помагала на хората. Сочена е като предшественичка на по-известната ясновидка Ванга. В женското отделение е запазена килията, в която е живяла Преподобна Стойна. В двора на черквата е изграден мемориал при гроба на пророчицата. Тук се намира и вековно дърво от вида източен чинар, чиято възраст е около 1300 години
Златолист е известен и с винарските си изби. Известен е и със студената вода от старата чешма с пиринчените чучури.

## Редовни събития
- Ежегодно на 6 май – Гергьовден се провежда събор с курбан.

## Личности
Родени в Златолист
- Стоян Граматик (около 1810 – около 1900), български просветен деец

Починали в Златолист
- Преподобна Стойна (1883 – 1933), българска ясновидка